# Битва при Посаді
Битва при Посаді (9–12 листопада 1330) — битва між Басарабом I Валаським та Карлом I Угорським (також відомим як Карл Роберт).
Невелике волоське військо під проводом Басараба, сформоване з кавалерії та піших лучників, а також місцевих селян, зуміло в гірському районі влаштувати засідку та розгромити 30-тисячне угорське військо.
Битва завершилася великою перемогою Волощини. Сележан пише, що перемога «санкціонувала незалежність Волощини від угорської корони» та змінила її міжнародний статус. Джорджеску описує Волощину як «перше незалежне румунське князівство». Хоча королі Угорщини продовжували вимагати лояльності від воєвод Волощини, Басараб та його наступники поступилися їм лише тимчасово у XIV столітті.

## Передісторія

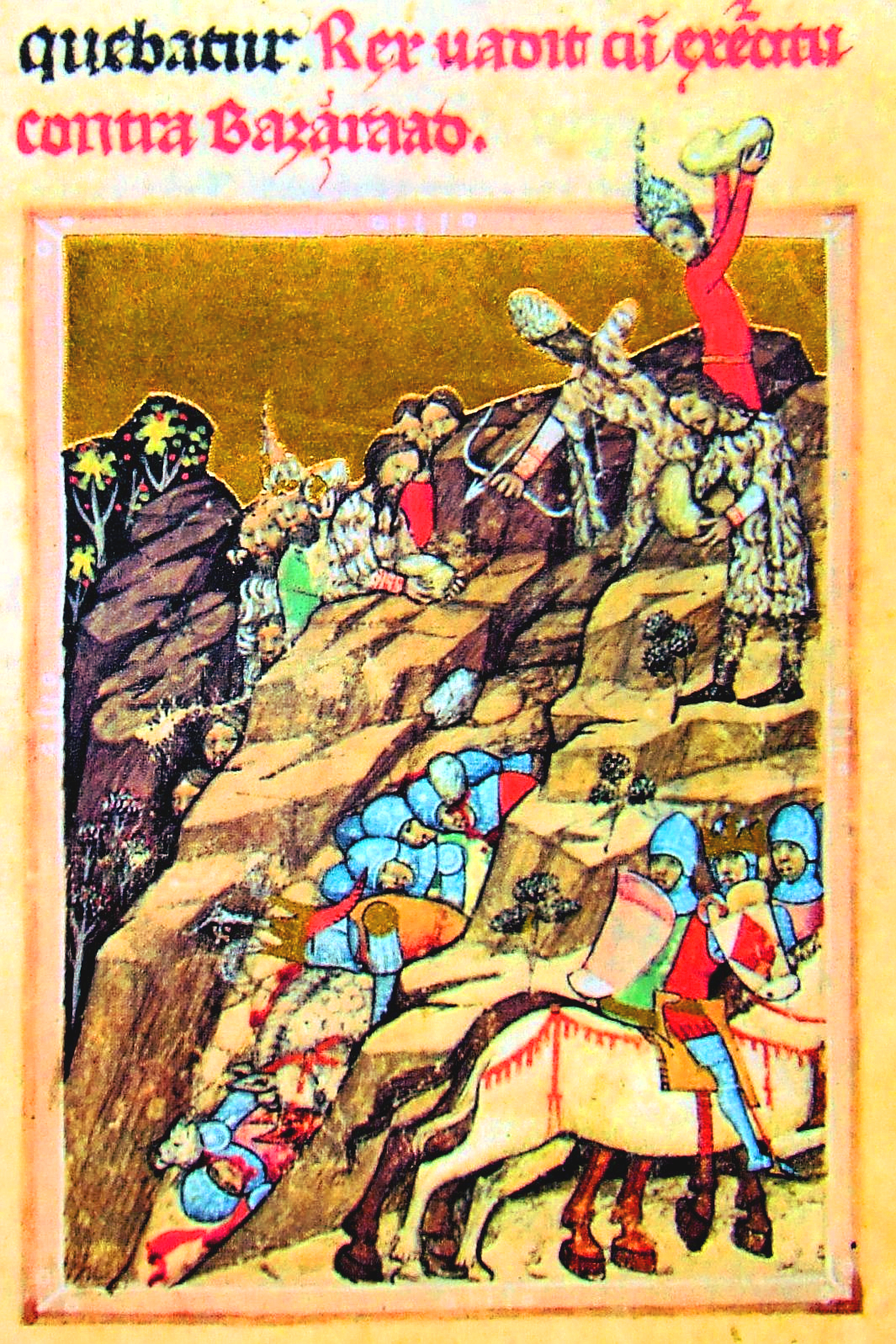
Військо Карла Роберта Анжуйського потрапило в засідку військ Басараба під Посадою (Віденська ілюстрована хроніка, 1370/1373 рр.). Волоські воїни скотилися зі скель по краях урвища в такому місці, де угорські кінні лицарі не могли ні втекти від них, ні піднятися на висоту, щоб вибити волоських вояків.

Деякі історики стверджують, що волохам у битві допомагали половці. Все ще в угорській армії був значний половецько-угорський контингент, тому цей варіант дуже малоймовірний. У 1324 році Волощина була васалом Угорщини, і Карл називав Басараба «нашим заальпійським воєводою».
Війна розпочалася за підтримки воєводи Трансильванії та певного Діонісія, який пізніше носив титул бана Северина. 1330 року Карл захопив давно спірну волоську цитадель Северин і передав її трансильванському воєводі.
Басараб відправив послів, які просили припинити військові дії, а натомість запропонував заплатити 7 000 марок сріблом, віддати Карлу фортецю Северин і віддати в заручники власного сина. За «Віденською ілюстрованою хронікою», тодішнім переказом, Карл сказав про Басараба: «Він пастир моїх овець, і я виведу його з його гір, тягнучи його за бороду». В іншій оповіді йдеться про те, що Карл сказав так: «…він витягне воєводу з його хати, як візник своїх волів чи пастух своїх овець».
Радники короля благали його прийняти пропозицію або дати м'якшу відповідь, але він відмовився і повів свою 30-тисячну армію вглиб Волощини «без належного постачання і адекватної розвідки».
Карл увійшов до Куртя-де-Арджеш, головного міста Волоської держави. Басараб втік у гори, а Карл вирішив його переслідувати. Після багатьох днів важкого маршу в Карпатських горах король і Басараб погодилися на перемир'я за умови, що останній надасть провідників, які знають вихід з гір, і найкоротшим шляхом проведуть армію назад на Угорську рівнину.
Коли військо увійшло в яр, волохи почали атакувати їх з усіх боків, стріляючи з луків та закидаючи деревами й камінням. Армія Карла Роберта зазнала рішучої поразки після важких рукопашних боїв протягом останніх двох днів битви.

## Битва

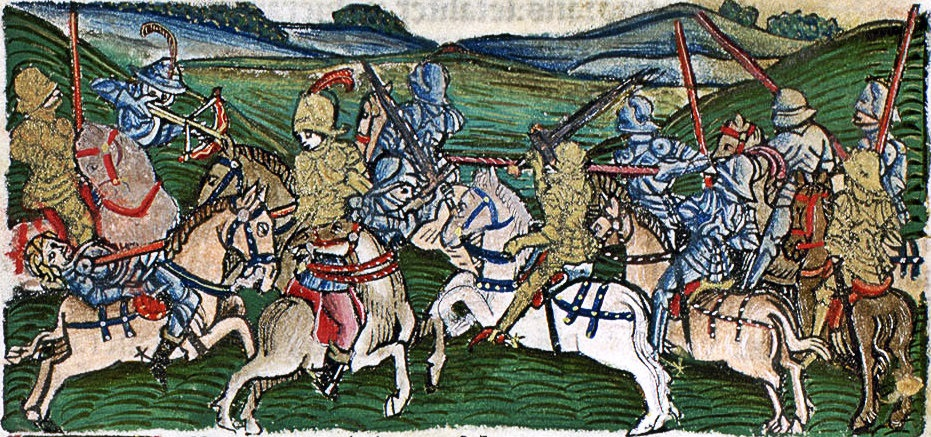
Битва при Посаді, як зображено в «Хроніці Угорщини» (1488) Йоганна де Турока

Місце битви досі є предметом дискусій серед істориків. Одна з теорій вказує на місце битви під Ловіштеа, в гірських ущелинах, в Олт-Дефіле, Трансильванія. Однак румунський історик Нягу Джувара заперечує це та стверджує, що місце битви було десь на кордоні між Олтенією та Северином.
Угорська королівська армія складалася з духовенства та мирян, які виконували військові обов'язки. До них приєдналися секеї та трансильванські сакси (за винятком саксів Сібіу, які підтримували Басараба та відмовилися приєднатися до армії Карла), а також численні загони найманців та «незліченна кількість половців». Командувачем армії було призначено Стівена Лакфі.
Волоська армія, очолювана самим Басарабом, ймовірно, налічувала менше 10 000 осіб і складалася з кавалерії, піхоти, лучників та деяких місцевих селян, завербованих на місцях. Коли Карл побачив, що його найкращі лицарі гинуть, не маючи змоги дати відсіч, а шляхи відступу заблоковані волоською кіннотою, він віддав свої королівські шати та знаки розрізнення якомусь Дезеву, синові Діонісія «який гине під градом стріл і каміння» — і з кількома вірними підданими здійснив важку втечу до Вишеграда, «одягнений у брудний цивільний одяг».
Пізніше Карл детально описав у грамоті від 13 грудня 1335 року, як якийсь «Миколай, син Радослава», врятував йому життя, захистивши від мечів п'ятьох воїнів-волохів, давши йому достатньо часу для втечі.

## Наслідки
Волохи забрали багато полонених, як поранених, так і неушкоджених, а з тіл полеглих забрали багато зброї і багато дорогоцінної одежі, гроші сріблом і золотом, дорогі посудини і балдахіни, багато гаманців, обтяжених монетами, і багато коней з сідлами і вуздечками, і все це забрали і віддали воєводі Басарабу.— Ілюстрована хроніка
Перемога означала виживання волоської держави, а також початок періоду напружених відносин між Басарабом та Угорським королівством, який тривав до 1344 року, коли Басараб відправив свого сина Александру, щоб відновити відносини між двома державами.
Через свою велику фінансову могутність Угорське королівство швидко відновило свою армію та опинилося в конфлікті зі Священною Римською імперією в 1337 році. Однак угорський король де-юре зберігав сюзеренітет над Волощиною, доки дипломатичні суперечки не були вирішені.